# Rūmeshteh-ye Pā'īn
Rūmeshteh-ye Pā'īn (persiska: رُّمُّشتَه, رومشته, Rūmasheteh, رومشته پایین) är en ort i Iran.   Den ligger i provinsen Lorestan, i den västra delen av landet, 400 km sydväst om huvudstaden Teheran. Rūmeshteh-ye Pā'īn ligger 1 798 meter över havet och antalet invånare är 349.
Terrängen runt Rūmeshteh-ye Pā'īn är huvudsakligen kuperad, men österut är den platt. Runt Rūmeshteh-ye Pā'īn är det ganska tätbefolkat, med 72 invånare per kvadratkilometer. Närmaste större samhälle är Aleshtar, 16,2 km öster om Rūmeshteh-ye Pā'īn. Omgivningarna runt Rūmeshteh-ye Pā'īn är i huvudsak ett öppet busklandskap.